# Desportreino
Desportreino é uma empresa Portuguesa de confeção de equipamentos desportivos. A marca Desportreino foi lançada no mercado Português no ano de 1995, e tendo a partir daí marcado presença essencialmente no mundo do Futebol, por todo  o continente e ilhas.

## História
A Desportreino nasceu em 1995 em Avintes, Vila Nova de Gaia, Portugal, e tem conseguido manter-se entre as marcas desportivas mais usadas em Portugal em vários desportos, nomeadamente no Futebol.

## Mercado
A marca Desportreino equipa principalmente equipas dos escalões amadores do futebol Português, mas nos últimos anos tem ganho algum espaço no sector e tem conseguido ganhar a confiança de algumas equipas dos escalões profissionais.

## Equipas que envergam a marca
- 1° de Agosto

- Associação Naval 1.º de Maio
- Sporting da Covilhã
- Futebol Clube de Penafiel
- Sport Clube Praiense
- Gondomar Sport Clube
- Lusitânia de Lourosa
- Associação Desportiva da Camacha
- Sport Clube Angrense
- Clube Desportivo Rabo de Peixe
- Sport Clube Barreiro
- Sport Clube Penalva do Castelo
- Sociedade União 1º Dezembro
- Centro Social e Desportivo de Câmara de Lobos
- Estrela da Calheta Futebol Clube
- Associação Cultural e Recreativa Alvorense 1º Dezembro
- Associação Desportiva e Cultural de Lobão
- Associação Recreativa e Cultural da Freguesia de Oliverinha
- Clube Desportivo de Almodôvar
- Grupo Desportivo Amarelejense
- Grupo Desportivo Messejanense
- Grupo Desportivo União Torcatense
- Grupo Desportivo Teixosense
- União Desportiva Recreativa Cernache
- Associação Académica de Coimbra
- Grupo Desportivo e Cultural Bairro Sto. Antonio
- Redondense Futebol Clube
- Sporting Clube Arcoense
- Clube Desportivo Lajense
- Associação Recreativa e Desportiva de Nespereira
- Prainha Futebol Clube
- Fayal Sport Club
- Grupo Alegre e Unido
- Óbidos Sport Clube
- Sport Clube Escolar Bombarralense
- Grupo Desportivo Nazarenos
- Associação Desportiva Os Xavelhas
- Clube Sport Juventude de Gaula
- Associação Desportiva e Cultural Santo António da Serra
- Marítimo Sport Clube
- Vitória Clube do Pico da Pedra
- Clube Desportivo Santo António Nordestinho
- Sport Clube Estrela
- Associação Desportiva de Alter
- União Desportiva Sousense
- Sporting Clube de Arcozelo
- Futebol Clube de Avintes
- Sport Clube de Canidelo
- Sport Clube Os Dragões Sandinenses
- Gulpilhares Futebol Clube
- Clube Académico de Felgueiras
- Atlético Clube Alfenense
- Ermesinde Sport Clube 1936
- Futebol Clube de Crestuma
- Clube Atlético de Rio Tinto
- Sport Clube Vilar do Pinheiro
- Grupo Desportivo de Águas Santas
- Ramaldense Futebol Clube
- Caíde de Rei Sport Clube
- Sport Club Rio de Moinhos
- Sport Lisboa e Cartaxo
- Grupo Desportivo de Pontével
- Centro Social Paroquial Moreira
- Futebol Clube de Vilarinho
- Sport Clube de Mateus
- Atlético Clube Alijoense
- Sport Clube da Régua
- Associação Desportiva de Sátão
- Carvalhais Futebol Clube
- Associação Desportiva de Castro Daire
- Académico Desportivo de Fornelos
- Grupo Desportivo de Boassas
- Cerveira Futsal Clube
- Associação Desportiva de Campos
- Sporting Clube Courense
- Seixas Hoquei Clube
- ARA-Associação Cultural e Recreativa de Riba D'ancora
- Associação Desportiva de Argoncilhe
- Grupo Desportivo de Mangualde